# Suliko
Suliko är en folksång från Georgien med text av Akaki Tsereteli (1840-1915). Eftersom sången var Josef Stalins älsklingssång kom den att framföras mycket ofta i Sovjetunionen och östblocket i allehanda versioner, inklusive som tema i konstmusik. Först efter Stalins död vågade[källa behövs] Dmitrij Sjostakovitj att införliva en förvrängd och kamouflerad version av Suliko i finalen till sin första cellokonsert och i sitt hemliga satiriska projekt Antiformalist Rajok.